# Давідсон Мораїс
Давідсон Де Олівейра Мораїс, відомий як Давідсон (порт. Davidson de Oliveira Morais; 18 липня 1981, Белу-Орізонті, Бразилія) — бразильський футболіст, півзахисник.

## Біографія
Народився у Белу-Орізонті, але, оскільки його батьки з Сан-Паулу, родина незабаром переїхала туди. У Сан-Паулу прожив 15 років, коли йому було 9 років, почав займатися футболом. Почав грати в юнацькому футзальному клубі «Таубате». Коли Давідсону було 17 років, відомий в Бразилії тренер Едуардо Аморіньйо покликав його в Грецію, в «Мессініакос». Але на деякий час довелося повернутися в Бразилію, тому що через юний вік футболіст ще не міг укласти професійний контракт і відповідно отримати візу. Повернувшись, грав у клубі, чий президент очолював одночасно грецький «Аполлон 1926». Він забирав у Європу тих, хто добре проявляє себе в Бразилії. Так Давідсон знову опинився у Греції. А після «Каламарії» перейшов в ОФІ, де провів півтора року.
У серпні 2006 року перейшов в український «Дніпро» (Дніпропетровськ). В чемпіонаті України дебютував 20 серпня 2006 року в матчі проти «Таврії» (0:0). За три роки в команді провів 30 матчів у чемпіонаті України. Взимку 2009 року йому був наданий статус вільного агента.
2009 року підписав контракт з «Фігейренсе», але в тому ж році повернувся до Європи, ставши гравцем кіпрської «Омонії», в якій і завершив ігрову кар'єру у 2011 році, вигравши до того національний чемпіонат, Кубок і Суперкубок.

## Досягнення
- Чемпіон Кіпру (1):

«Омонія»: 2009-10
- Володар Кубка Кіпру (2):

«Омонія»: 2010-11, 2011-12
- Володар Суперкубка Кіпру (1):

«Омонія»: 2010